# Parc provincial sauvage de Bow Valley
Le parc provincial sauvage de Bow Valley (anglais : Bow Valley Wildland Provincial Park) est l'un des 108 parcs provinciaux de l'Alberta, au Canada.  Le nom du parc rappelle la présence de la rivière Bow près de celui-ci. Le parc est situé à l'est du parc national de Banff, près de la ville de Canmore.

## Géographie
Le parc provincial de Canmore Nordic Centre est presque entièrement enclavé dans le parc de Bow Valley.